# Jean-Léonard Rugambage
Jean-Léonard Rugambage va ser un periodista de Ruanda, editor en funcions del diari Umuvugizi. Va ser assassinat a trets després que l'agressor li disparés quatre trets davant de la seva casa a Kigali el 24 de juny de 2010.
El diari havia estat recentment suspès pel govern, però va continuar publicant articles en línia. Rugambage va ser "força crític" amb el govern del president Paul Kagame. Poc abans de ser assassinat, Rugambage havia publicat un article sobre l'intent d'assassinat de l'ex cap de l'exèrcit, Faustin Kayumba Nyamwasa, un altre crític de Kagame. Com Rugambage va ser un dels diversos crítics i opositors de Kagame assassinats durant la convocatòria de les eleccions presidencials de 2010, els seus col·legues van suggerir que els serveis de seguretat nacional podrien haver estat involucrats. Quatre dies després, la policia va arrestar dos sospitosos en relació amb l'assassinat. Segons les autoritats, una d'ells, Didace Nduguyangu, va confessar i va explicar a la policia que "havia comès aquest acte per venjar-se d'aquest periodista que va massacrar al seu germà durant el genocidi contra els tutsis el 1994". Però per aquestses morts Rugambage havia estat absolt pels tribunals l'any 2006 després de ser detingut durant 11 mesos el 2005. El Secretari General de les Nacions Unides Ban Ki-moon va demanar una investigació sobre els assassinats de diversos opositors governamentals durant la campanya electoral, inclosa la de Rugambage.